# Neobyknovennoje leto
Neobyknovennoje leto (russisk: Необыкновенное лето, da.: Usædvanlig sommer) er en sovjetisk spillefilm fra 1957 instrueret af Vladimir Basov.

## Medvirkende
- Viktor Korsjunov som Kirill Izvekov
- Roza Makagonova som Anochka
- Vladimir Jemeljanov som Ragosyn
- Mikhail Nazvanov som Pastukhov
- Jurij Jakovlev som Dibitj